# Медична сигналізація

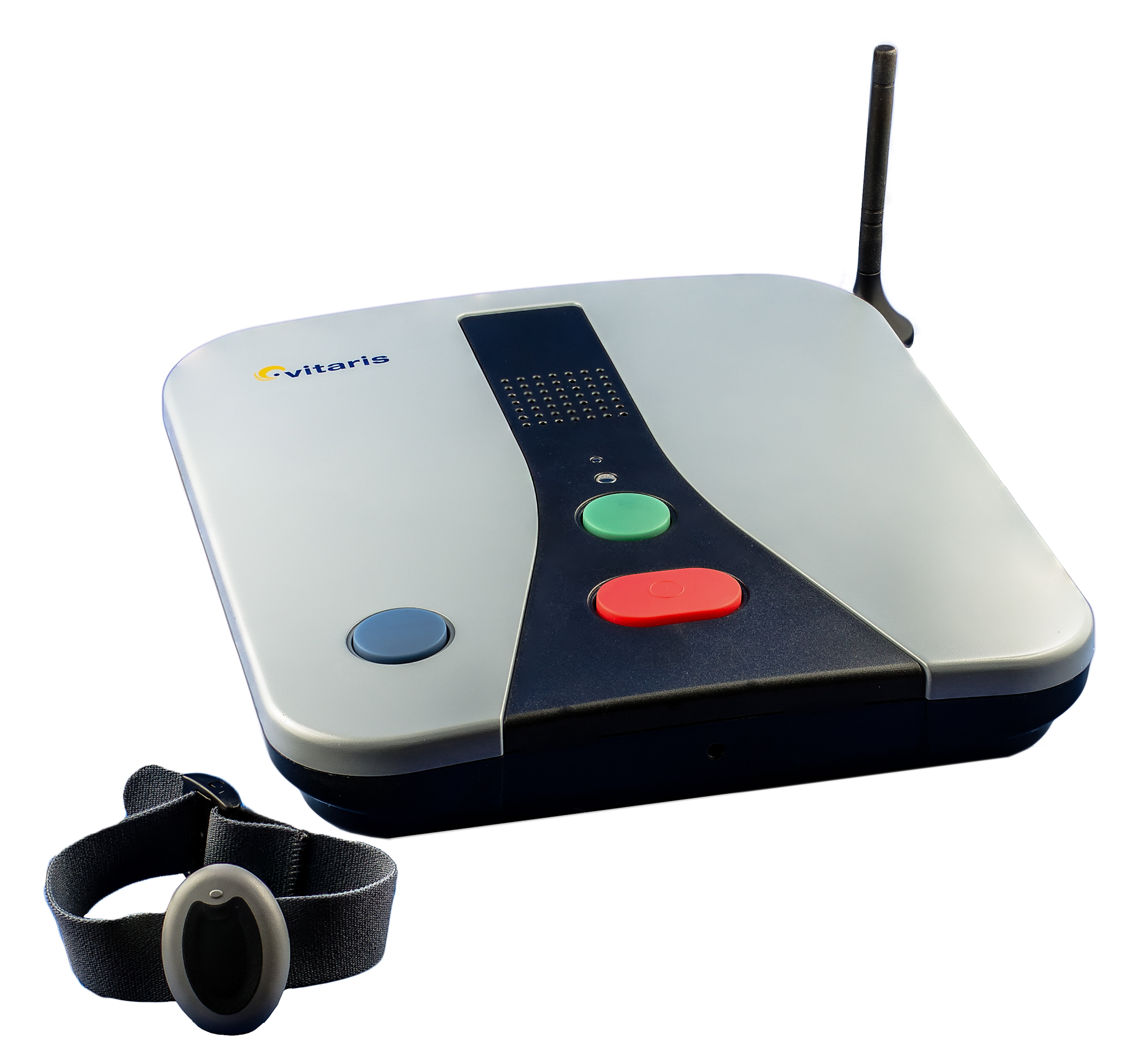
Апарат медичної сигналізації

Медична сигналізація (англ. Medical Alert/Alarm), або Система екстреного виклику допомоги (англ. Personal Emergency Response System) — система, що дозволяє самотнім людям похилого віку та людям з обмеженими можливостями викликати медичну допомогу. Системи медичної сигналізації існують в розвинутих країнах світу вже понад 30 років.
Типова система складається з бездротового кулона/браслета та передавача. У випадку настання кризової ситуації людина натискає кнопку на кулоні/браслеті, сигнал ретранслюється передавачем на центральну станцію моніторингу компанії, де оператор викликає необхідну допомогу.
Сучасніші системи обладнанні датчиками падіння людини, що дозволяє отримати людині допомогу при раптовому погіршенні самовідчуття та втраті свідомості. Також системи медичної сигналізації оснащенні датчиками диму, газу та затоплення.